# Pokřovník alpínský
Pokřovník alpínský (Xenicus gilviventris, maorsky pīwauwau, mātuitui či tuke) je malý pták z rodu Xenicus žijící pouze v horských lokalitách Jižního ostrova Nového Zélandu. Po celou dobu života zůstává ve vysokých nadmořských výškách, což z něj dělá jediného výlučně alpinského novozélandského ptáka (dalším alpinským ptákem je nestor kea, avšak ten slétává i do nížinatých oblastí).
Druh byl poprvé popsán Augustem von Pelzelnem v roce 1867. Spolu s pokřovníkem zeleným představují jediné žijící zástupce čeledi pokřovníkovitých. Pokřovník alpínský je malý pták o výšce kolem 10 cm. Samec váží kolem 16 g, samice 20 g. Samcovo peří je olivově zelené až hnědé, místy žluté a na hrudi světle šedé. Samice má podobné, avšak méně výrazné zbarvení. Pokřovník tráví většinu času sháněním potravy. Není příliš dobrý letec – krátké lety střídá s rychlým pohopsáváním. Živí se převážně bezobratlými živočichy. Hnízdo si staví hlavně z trávy, mechu a peří jiných ptáků, které pomáhají izolovat pokřovníkovo hnízdo v zimních měsících.
Pokřovník alpínský nebyl hojně studován; extrémní podmínky novozélandských hor ztěžují práci badatelů druh podrobně zkoumat. Ministerstvo památkové péče uvádí jeho populaci jako neznámou, Mezinárodní svaz ochrany přírody ji odhaduje na 5000. Druh je zapsán na Červeném seznamu ohrožených druhů, protože mu hrozí vyhynutí způsobené zejména introdukovanými savci (k hlavním predátorům se řadí krysa obecná, myš domácí a lasice hranostaj). Klíčové způsoby ochrany populace pokřovníka jsou pokládání pastí na predátory, jejich kontrola pomocí pesticidu 1080 a přemisťování populace pokřovníků na menší ostrovy bez predátorů.

## Nomenklatura

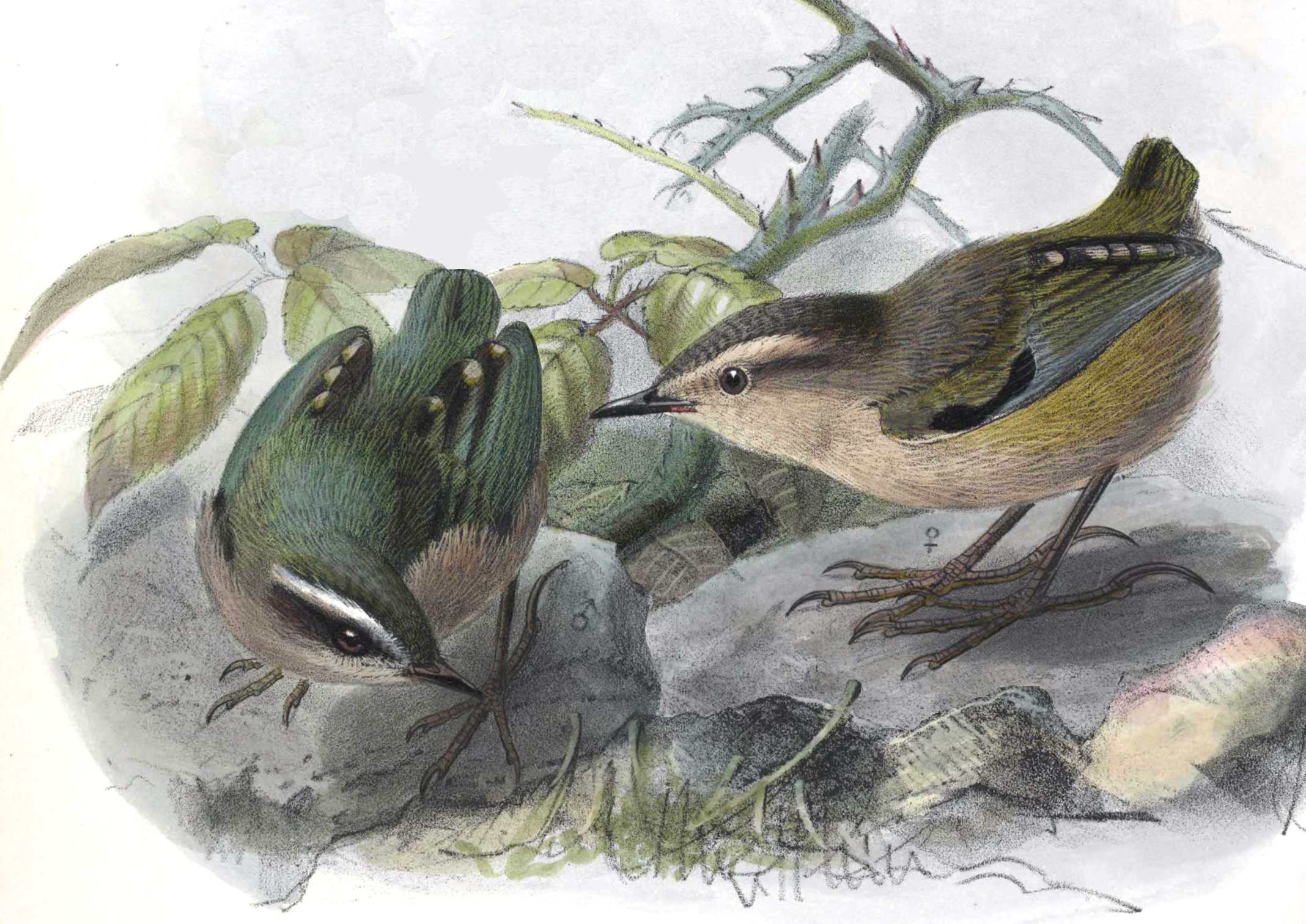
Kresba samce (vlevo) a samice (John Gerrard Keulemans, 1873)

Pokřovník alpínský byl kvůli svému extrémnímu biotopu popsán až poměrně pozdě (podobně byl na tom jiný novozélandský alpinský pták nestor kea). Zatímco první publikace o pokřovníku zeleném pochází již z roku 1787, pokřovník alpínský byl odborně popsán až v roce 1867. O první odbornou publikaci se zasloužil česko-rakouský ornitolog August von Pelzeln. Petzeln popsal pokřovníka na základě ptačích kůží, které mu do jeho vídeňského pracoviště zaslal novozélandský badatel Julius Haast.
Pokřovník alpínský a pokřovník zelený jsou jediní žijící zástupci čeledi pokřovníkovitých (Acanthisittidae), která tvoří sesterskou skupinu ke všem ostatním pěvcům. Pokřovníkovití se oddělili od ostatních pěvců před 82–85 miliony lety ještě v době, kdy byl Nový Zéland součásti Gondwany.
Druh je jediný žijící zástupce rodu Xenicus. Dalším zástupcem byl pokřovník stromový, který však vyhynul kolem roku 1972. Když koncem 13. století na Nový Zéland připluli Polynésané (později známi jako Maorové), žilo na těchto ostrovech celkem 7 druhů zástupců pokřovníkovitých, avšak od té doby 5 druhů vyhynulo.
V domorodé maorštině má pokřovník alpínský několik jmen: pīwauwau, což doslova znamená „malý pták, co si stěžuje”, tuke, což se dá přeložit jako „loket”, „škubání” nebo „krátký” a mātuitui.
V roce 2016 byla publikována studie australských a novozélandských badatelů, kteří na základě analýz DNA a nových rozborů morfologie pozůstatků vyhynulých pokřovníků sestavili fylogenezi pokřovníkovitých následovně:
|  | \| \| † Pachyplichas jagmi \| \| \| \| \| \| Xenicus gilviventris (pokřovník alpínský) \| \| \| \| |
|  | |
|  | † Xenicus longipes (pokřovník stromový)                                                            |
|  | |
|  | † Pachyplichas jagmi                                                                               |
|  | |
|  | Xenicus gilviventris (pokřovník alpínský)                                                          |
|  | |

|  | † Pachyplichas jagmi                      |
|  |                                           |
|  | Xenicus gilviventris (pokřovník alpínský) |
|  |                                           |

|  | \| \| † Kuiornis indicator \| \| \| \| \| \| Acanthisitta chloris (pokřovník zelený) \| \| \| \| |
|  |                                                                                                  |
|  | ? † Dendroscansor decurvirostris                                                                 |
|  |                                                                                                  |
|  | † Kuiornis indicator                                                                             |
|  |                                                                                                  |
|  | Acanthisitta chloris (pokřovník zelený)                                                          |
|  |                                                                                                  |

|  | † Kuiornis indicator                    |
|  |                                         |
|  | Acanthisitta chloris (pokřovník zelený) |
|  |                                         |

|  | \| \| † Pachyplichas jagmi \| \| \| \| \| \| Xenicus gilviventris (pokřovník alpínský) \| \| \| \| |
|  | |
|  | † Xenicus longipes (pokřovník stromový)                                                            |
|  | |
|  | † Pachyplichas jagmi                                                                               |
|  | |
|  | Xenicus gilviventris (pokřovník alpínský)                                                          |
|  | |

|  | † Pachyplichas jagmi                      |
|  |                                           |
|  | Xenicus gilviventris (pokřovník alpínský) |
|  |                                           |

|  | \| \| † Kuiornis indicator \| \| \| \| \| \| Acanthisitta chloris (pokřovník zelený) \| \| \| \| |
|  |                                                                                                  |
|  | ? † Dendroscansor decurvirostris                                                                 |
|  |                                                                                                  |
|  | † Kuiornis indicator                                                                             |
|  |                                                                                                  |
|  | Acanthisitta chloris (pokřovník zelený)                                                          |
|  |                                                                                                  |

|  | † Kuiornis indicator                    |
|  |                                         |
|  | Acanthisitta chloris (pokřovník zelený) |
|  |                                         |

|  | \| \| † Pachyplichas jagmi \| \| \| \| \| \| Xenicus gilviventris (pokřovník alpínský) \| \| \| \| |
|  | |
|  | † Xenicus longipes (pokřovník stromový)                                                            |
|  | |
|  | † Pachyplichas jagmi                                                                               |
|  | |
|  | Xenicus gilviventris (pokřovník alpínský)                                                          |
|  | |

|  | † Pachyplichas jagmi                      |
|  |                                           |
|  | Xenicus gilviventris (pokřovník alpínský) |
|  |                                           |

|  | \| \| † Kuiornis indicator \| \| \| \| \| \| Acanthisitta chloris (pokřovník zelený) \| \| \| \| |
|  |                                                                                                  |
|  | ? † Dendroscansor decurvirostris                                                                 |
|  |                                                                                                  |
|  | † Kuiornis indicator                                                                             |
|  |                                                                                                  |
|  | Acanthisitta chloris (pokřovník zelený)                                                          |
|  |                                                                                                  |

|  | † Kuiornis indicator                    |
|  |                                         |
|  | Acanthisitta chloris (pokřovník zelený) |
|  |                                         |

|  | \| \| † Pachyplichas jagmi \| \| \| \| \| \| Xenicus gilviventris (pokřovník alpínský) \| \| \| \| |
|  | |
|  | † Xenicus longipes (pokřovník stromový)                                                            |
|  | |
|  | † Pachyplichas jagmi                                                                               |
|  | |
|  | Xenicus gilviventris (pokřovník alpínský)                                                          |
|  | |

|  | † Pachyplichas jagmi                      |
|  |                                           |
|  | Xenicus gilviventris (pokřovník alpínský) |
|  |                                           |

|  | \| \| † Kuiornis indicator \| \| \| \| \| \| Acanthisitta chloris (pokřovník zelený) \| \| \| \| |
|  |                                                                                                  |
|  | ? † Dendroscansor decurvirostris                                                                 |
|  |                                                                                                  |
|  | † Kuiornis indicator                                                                             |
|  |                                                                                                  |
|  | Acanthisitta chloris (pokřovník zelený)                                                          |
|  |                                                                                                  |

|  | † Kuiornis indicator                    |
|  |                                         |
|  | Acanthisitta chloris (pokřovník zelený) |
|  |                                         |

|  | \| \| † Pachyplichas jagmi \| \| \| \| \| \| Xenicus gilviventris (pokřovník alpínský) \| \| \| \| |
|  | |
|  | † Xenicus longipes (pokřovník stromový)                                                            |
|  | |
|  | † Pachyplichas jagmi                                                                               |
|  | |
|  | Xenicus gilviventris (pokřovník alpínský)                                                          |
|  | |

|  | † Pachyplichas jagmi                      |
|  |                                           |
|  | Xenicus gilviventris (pokřovník alpínský) |
|  |                                           |

|  | \| \| † Kuiornis indicator \| \| \| \| \| \| Acanthisitta chloris (pokřovník zelený) \| \| \| \| |
|  |                                                                                                  |
|  | ? † Dendroscansor decurvirostris                                                                 |
|  |                                                                                                  |
|  | † Kuiornis indicator                                                                             |
|  |                                                                                                  |
|  | Acanthisitta chloris (pokřovník zelený)                                                          |
|  |                                                                                                  |

|  | † Kuiornis indicator                    |
|  |                                         |
|  | Acanthisitta chloris (pokřovník zelený) |
|  |                                         |

|  | \| \| † Pachyplichas jagmi \| \| \| \| \| \| Xenicus gilviventris (pokřovník alpínský) \| \| \| \| |
|  | |
|  | † Xenicus longipes (pokřovník stromový)                                                            |
|  | |
|  | † Pachyplichas jagmi                                                                               |
|  | |
|  | Xenicus gilviventris (pokřovník alpínský)                                                          |
|  | |

|  | † Pachyplichas jagmi                      |
|  |                                           |
|  | Xenicus gilviventris (pokřovník alpínský) |
|  |                                           |

|  | \| \| † Kuiornis indicator \| \| \| \| \| \| Acanthisitta chloris (pokřovník zelený) \| \| \| \| |
|  |                                                                                                  |
|  | ? † Dendroscansor decurvirostris                                                                 |
|  |                                                                                                  |
|  | † Kuiornis indicator                                                                             |
|  |                                                                                                  |
|  | Acanthisitta chloris (pokřovník zelený)                                                          |
|  |                                                                                                  |

|  | † Kuiornis indicator                    |
|  |                                         |
|  | Acanthisitta chloris (pokřovník zelený) |
|  |                                         |

|  | \| \| † Pachyplichas jagmi \| \| \| \| \| \| Xenicus gilviventris (pokřovník alpínský) \| \| \| \| |
|  | |
|  | † Xenicus longipes (pokřovník stromový)                                                            |
|  | |
|  | † Pachyplichas jagmi                                                                               |
|  | |
|  | Xenicus gilviventris (pokřovník alpínský)                                                          |
|  | |

|  | † Pachyplichas jagmi                      |
|  |                                           |
|  | Xenicus gilviventris (pokřovník alpínský) |
|  |                                           |

|  | \| \| † Kuiornis indicator \| \| \| \| \| \| Acanthisitta chloris (pokřovník zelený) \| \| \| \| |
|  |                                                                                                  |
|  | ? † Dendroscansor decurvirostris                                                                 |
|  |                                                                                                  |
|  | † Kuiornis indicator                                                                             |
|  |                                                                                                  |
|  | Acanthisitta chloris (pokřovník zelený)                                                          |
|  |                                                                                                  |

|  | † Kuiornis indicator                    |
|  |                                         |
|  | Acanthisitta chloris (pokřovník zelený) |
|  |                                         |

|  | \| \| † Pachyplichas jagmi \| \| \| \| \| \| Xenicus gilviventris (pokřovník alpínský) \| \| \| \| |
|  | |
|  | † Xenicus longipes (pokřovník stromový)                                                            |
|  | |
|  | † Pachyplichas jagmi                                                                               |
|  | |
|  | Xenicus gilviventris (pokřovník alpínský)                                                          |
|  | |

|  | † Pachyplichas jagmi                      |
|  |                                           |
|  | Xenicus gilviventris (pokřovník alpínský) |
|  |                                           |

|  | \| \| † Kuiornis indicator \| \| \| \| \| \| Acanthisitta chloris (pokřovník zelený) \| \| \| \| |
|  |                                                                                                  |
|  | ? † Dendroscansor decurvirostris                                                                 |
|  |                                                                                                  |
|  | † Kuiornis indicator                                                                             |
|  |                                                                                                  |
|  | Acanthisitta chloris (pokřovník zelený)                                                          |
|  |                                                                                                  |

|  | † Kuiornis indicator                    |
|  |                                         |
|  | Acanthisitta chloris (pokřovník zelený) |
|  |                                         |

|  | \| \| † Pachyplichas jagmi \| \| \| \| \| \| Xenicus gilviventris (pokřovník alpínský) \| \| \| \| |
|  | |
|  | † Xenicus longipes (pokřovník stromový)                                                            |
|  | |
|  | † Pachyplichas jagmi                                                                               |
|  | |
|  | Xenicus gilviventris (pokřovník alpínský)                                                          |
|  | |

|  | † Pachyplichas jagmi                      |
|  |                                           |
|  | Xenicus gilviventris (pokřovník alpínský) |
|  |                                           |

|  | \| \| † Kuiornis indicator \| \| \| \| \| \| Acanthisitta chloris (pokřovník zelený) \| \| \| \| |
|  |                                                                                                  |
|  | ? † Dendroscansor decurvirostris                                                                 |
|  |                                                                                                  |
|  | † Kuiornis indicator                                                                             |
|  |                                                                                                  |
|  | Acanthisitta chloris (pokřovník zelený)                                                          |
|  |                                                                                                  |

|  | † Kuiornis indicator                    |
|  |                                         |
|  | Acanthisitta chloris (pokřovník zelený) |
|  |                                         |

|  | \| \| † Pachyplichas jagmi \| \| \| \| \| \| Xenicus gilviventris (pokřovník alpínský) \| \| \| \| |
|  | |
|  | † Xenicus longipes (pokřovník stromový)                                                            |
|  | |
|  | † Pachyplichas jagmi                                                                               |
|  | |
|  | Xenicus gilviventris (pokřovník alpínský)                                                          |
|  | |

|  | † Pachyplichas jagmi                      |
|  |                                           |
|  | Xenicus gilviventris (pokřovník alpínský) |
|  |                                           |

|  | \| \| † Kuiornis indicator \| \| \| \| \| \| Acanthisitta chloris (pokřovník zelený) \| \| \| \| |
|  |                                                                                                  |
|  | ? † Dendroscansor decurvirostris                                                                 |
|  |                                                                                                  |
|  | † Kuiornis indicator                                                                             |
|  |                                                                                                  |
|  | Acanthisitta chloris (pokřovník zelený)                                                          |
|  |                                                                                                  |

|  | † Kuiornis indicator                    |
|  |                                         |
|  | Acanthisitta chloris (pokřovník zelený) |
|  |                                         |

|  | \| \| † Pachyplichas jagmi \| \| \| \| \| \| Xenicus gilviventris (pokřovník alpínský) \| \| \| \| |
|  | |
|  | † Xenicus longipes (pokřovník stromový)                                                            |
|  | |
|  | † Pachyplichas jagmi                                                                               |
|  | |
|  | Xenicus gilviventris (pokřovník alpínský)                                                          |
|  | |

|  | † Pachyplichas jagmi                      |
|  |                                           |
|  | Xenicus gilviventris (pokřovník alpínský) |
|  |                                           |

|  | \| \| † Kuiornis indicator \| \| \| \| \| \| Acanthisitta chloris (pokřovník zelený) \| \| \| \| |
|  |                                                                                                  |
|  | ? † Dendroscansor decurvirostris                                                                 |
|  |                                                                                                  |
|  | † Kuiornis indicator                                                                             |
|  |                                                                                                  |
|  | Acanthisitta chloris (pokřovník zelený)                                                          |
|  |                                                                                                  |

|  | † Kuiornis indicator                    |
|  |                                         |
|  | Acanthisitta chloris (pokřovník zelený) |
|  |                                         |

|  | \| \| † Pachyplichas jagmi \| \| \| \| \| \| Xenicus gilviventris (pokřovník alpínský) \| \| \| \| |
|  | |
|  | † Xenicus longipes (pokřovník stromový)                                                            |
|  | |
|  | † Pachyplichas jagmi                                                                               |
|  | |
|  | Xenicus gilviventris (pokřovník alpínský)                                                          |
|  | |

|  | † Pachyplichas jagmi                      |
|  |                                           |
|  | Xenicus gilviventris (pokřovník alpínský) |
|  |                                           |

|  | \| \| † Kuiornis indicator \| \| \| \| \| \| Acanthisitta chloris (pokřovník zelený) \| \| \| \| |
|  |                                                                                                  |
|  | ? † Dendroscansor decurvirostris                                                                 |
|  |                                                                                                  |
|  | † Kuiornis indicator                                                                             |
|  |                                                                                                  |
|  | Acanthisitta chloris (pokřovník zelený)                                                          |
|  |                                                                                                  |

|  | † Kuiornis indicator                    |
|  |                                         |
|  | Acanthisitta chloris (pokřovník zelený) |
|  |                                         |

|  | \| \| † Pachyplichas jagmi \| \| \| \| \| \| Xenicus gilviventris (pokřovník alpínský) \| \| \| \| |
|  | |
|  | † Xenicus longipes (pokřovník stromový)                                                            |
|  | |
|  | † Pachyplichas jagmi                                                                               |
|  | |
|  | Xenicus gilviventris (pokřovník alpínský)                                                          |
|  | |

|  | † Pachyplichas jagmi                      |
|  |                                           |
|  | Xenicus gilviventris (pokřovník alpínský) |
|  |                                           |

|  | \| \| † Kuiornis indicator \| \| \| \| \| \| Acanthisitta chloris (pokřovník zelený) \| \| \| \| |
|  |                                                                                                  |
|  | ? † Dendroscansor decurvirostris                                                                 |
|  |                                                                                                  |
|  | † Kuiornis indicator                                                                             |
|  |                                                                                                  |
|  | Acanthisitta chloris (pokřovník zelený)                                                          |
|  |                                                                                                  |

|  | † Kuiornis indicator                    |
|  |                                         |
|  | Acanthisitta chloris (pokřovník zelený) |
|  |                                         |

|  | \| \| † Pachyplichas jagmi \| \| \| \| \| \| Xenicus gilviventris (pokřovník alpínský) \| \| \| \| |
|  | |
|  | † Xenicus longipes (pokřovník stromový)                                                            |
|  | |
|  | † Pachyplichas jagmi                                                                               |
|  | |
|  | Xenicus gilviventris (pokřovník alpínský)                                                          |
|  | |

|  | † Pachyplichas jagmi                      |
|  |                                           |
|  | Xenicus gilviventris (pokřovník alpínský) |
|  |                                           |

|  | \| \| † Kuiornis indicator \| \| \| \| \| \| Acanthisitta chloris (pokřovník zelený) \| \| \| \| |
|  |                                                                                                  |
|  | ? † Dendroscansor decurvirostris                                                                 |
|  |                                                                                                  |
|  | † Kuiornis indicator                                                                             |
|  |                                                                                                  |
|  | Acanthisitta chloris (pokřovník zelený)                                                          |
|  |                                                                                                  |

|  | † Kuiornis indicator                    |
|  |                                         |
|  | Acanthisitta chloris (pokřovník zelený) |
|  |                                         |

|  | \| \| † Pachyplichas jagmi \| \| \| \| \| \| Xenicus gilviventris (pokřovník alpínský) \| \| \| \| |
|  | |
|  | † Xenicus longipes (pokřovník stromový)                                                            |
|  | |
|  | † Pachyplichas jagmi                                                                               |
|  | |
|  | Xenicus gilviventris (pokřovník alpínský)                                                          |
|  | |

|  | † Pachyplichas jagmi                      |
|  |                                           |
|  | Xenicus gilviventris (pokřovník alpínský) |
|  |                                           |

|  | \| \| † Kuiornis indicator \| \| \| \| \| \| Acanthisitta chloris (pokřovník zelený) \| \| \| \| |
|  |                                                                                                  |
|  | ? † Dendroscansor decurvirostris                                                                 |
|  |                                                                                                  |
|  | † Kuiornis indicator                                                                             |
|  |                                                                                                  |
|  | Acanthisitta chloris (pokřovník zelený)                                                          |
|  |                                                                                                  |

|  | † Kuiornis indicator                    |
|  |                                         |
|  | Acanthisitta chloris (pokřovník zelený) |
|  |                                         |

|  | \| \| † Pachyplichas jagmi \| \| \| \| \| \| Xenicus gilviventris (pokřovník alpínský) \| \| \| \| |
|  | |
|  | † Xenicus longipes (pokřovník stromový)                                                            |
|  | |
|  | † Pachyplichas jagmi                                                                               |
|  | |
|  | Xenicus gilviventris (pokřovník alpínský)                                                          |
|  | |

|  | † Pachyplichas jagmi                      |
|  |                                           |
|  | Xenicus gilviventris (pokřovník alpínský) |
|  |                                           |

|  | \| \| † Kuiornis indicator \| \| \| \| \| \| Acanthisitta chloris (pokřovník zelený) \| \| \| \| |
|  |                                                                                                  |
|  | ? † Dendroscansor decurvirostris                                                                 |
|  |                                                                                                  |
|  | † Kuiornis indicator                                                                             |
|  |                                                                                                  |
|  | Acanthisitta chloris (pokřovník zelený)                                                          |
|  |                                                                                                  |

|  | † Kuiornis indicator                    |
|  |                                         |
|  | Acanthisitta chloris (pokřovník zelený) |
|  |                                         |

Někdy je pokřovník alpínský rozdělován na severní (X. gilviventris gilviventris) a jižní (X. gilviventris rineyi) poddruh, avšak toto rozdělení není obecně přijímáno a spíše se bude jednat o rozdílné formy.

## Popis

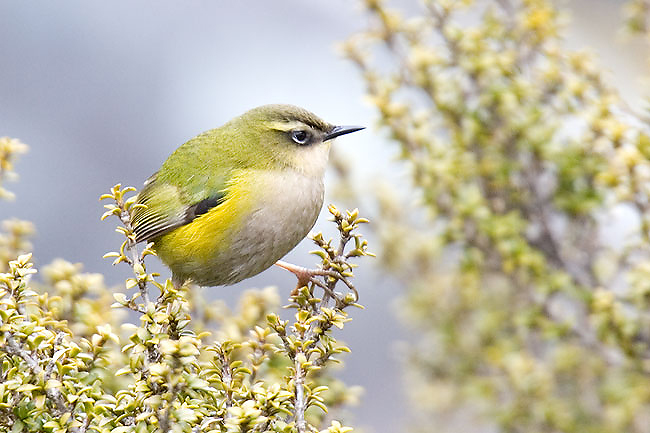
Samec na větvičce keře

Pokřovník alpínský je malý pták o velikosti 9,5–10 cm. Rozpětí křídel dosahuje 14–16 cm. Samec váží 16 g, samice kolem 20 g. Pták má krátký podsaditý ocas, krátká zaoblená křídla a krátký, jemně zakřivený zobák. K poměru těla má velmi dlouhé nohy a prsty.
Barvy peří jsou poměrně nevýrazné, avšak umožňují pokřovníkovi dobře splynout s jeho přirozeným prostředím. Peří samce je na zádech olivově zelené a místy nahnědlé. Přechází do světle žluté směrem k bokům a pod křídly. Hruď pokřovníka je světle šedá, občas jemně nahnědlá. V ohybu křídel se nachází výrazná černá skvrna. Poměrně výrazné je bílé až světle žluté obočí lemované černým očním proužkem. Na čele a temeni hlavy je peří opět do zelena.
Samice se podobá samci, avšak její barvy jsou více nahnědlé a samice tak působí méně výrazné. Tento pohlavní dimorfismus se může geograficky lišit – ve Fiordlandu je rozdíl v odstínu peří mezi samcem a samicí výraznější než v jiných oblastech.
Pokřovníka alpínského je možné zaměnit snad jen s pokřovníkem zeleným. Pokřovník alpínský je oproti němu větší, má kratší zobák a výrazně delší končetiny a prsty.

## Ekologie a chování
Zejména kvůli extrémnímu biotopu pokřovníka alpínského tento druh nebyl příliš zkoumán vědci. V roce 2007 novozélandští badatelé Sue Michelsen-Heat a Peter Gaze vyjmenovali pouze 4 studie, které byly o pokřovníkovi do té doby provedeny. K roku 2016 se pokřovníkem zeleným zabývalo pouze okolo tuctu badatelů a pokřovníkem alpínským ještě o něco méně.
Pokřovník vydává vysoce položený zvuk typicky o třech tónech. Dožívá se nejméně 6 let.

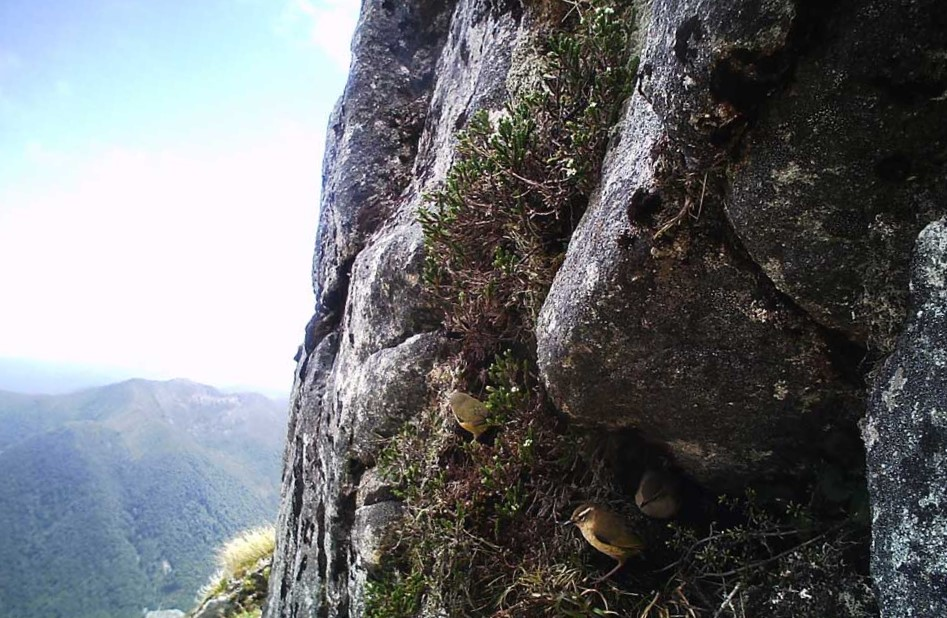
Mláďata na skalním ochozu v národním parku Kahurangi

Pokřovník tráví většinu času sháněním potravy. Jeho teritorium mívá rozlohu 0,6–4 hektary, případně i více.  Není příliš dobrý letec, typicky popolétává jen několik metrů, avšak umí létat i na delší vzdálenosti. Mezi krátkými přízemními lety pohopsává sadou rychlých pohybů. Když se na chvíli zastaví, jeho postoj charakterizuje časté podřepování. Zatímco nohy zůstávají rovné, v bocích se pokřovník ohýbá nahoru a dolů.
Pokřovník alpínský se na zimu nepřesouvá do nížinatých oblastí jako řada jiných alpinských ptáků. Ve vysokých nadmořských výškách zůstává po celý rok. Dosud není zcela známo, jak přežívá v extrémních zimních podmínkách. Předpokládá se, že si obstarává potravu ve skalních trhlinách a v mezerách mezi balvany, které nebyly zaváty sněhem. Je možné, že je přes zimu v částečné hibernaci.
Je velice krotký. V období páření je možné jej nalákat na rozprášené peří jiných ptáků, které pokřovník využívá ke stavbě hnízda. Tuto metodu využívají i výzkumní pracovníci, kteří nejdříve rozpráší v předpokládaném místě výskytu pokřovníka peří jiných ptáků a poté počkají, zda ho pokřovník přijde posbírat. Pokud přijde, sebere pár peříček a poté zamíří do svého hnízda, čímž ochráncům odhalí lokalitu hnízdiště. Novozélandský ochránce přírody Herbert Guthrie-Smith napočítal ve 30. letech 20. století v jednom hnízdě 791 kusů peří. V pozdějších letech, když se pátralo po zbývajících populacích vymírajícího kakapa sovího, ochránci kontrolovali hnízda pokřovníků, zda se tam peří kakapa nenachází. Pokud tam jeho peří našli, dalo se předpokládat, že se kakapo vyskytuje v oblasti.
Pokřovníci hřadují pod kameny a ve skalních puklinách.

### Sociální vztahy
Pokřovníci se většinou vyskytují v párech či menších skupinách až o 8 jedincích. Tyto skupiny patrně tvoří rodinní příslušníci. V párech či menších skupinách probíhá i krmení, samostatně krmící jedinci jsou méně častí. Při společném krmení se pokřovníci často hlasově projevují. Volání jsou méně častá u osamocených jedinců.
Zatímco u pokřovníků zelených je znám systém „pomocníků” (rodinní příslušníci, případně i nepříbuzní jedinci), kteří pomáhají vyvádět mláďat po jejich narození, u pokřovníků alpínských pečují o mláďata pouze rodiče.

### Rozmnožování

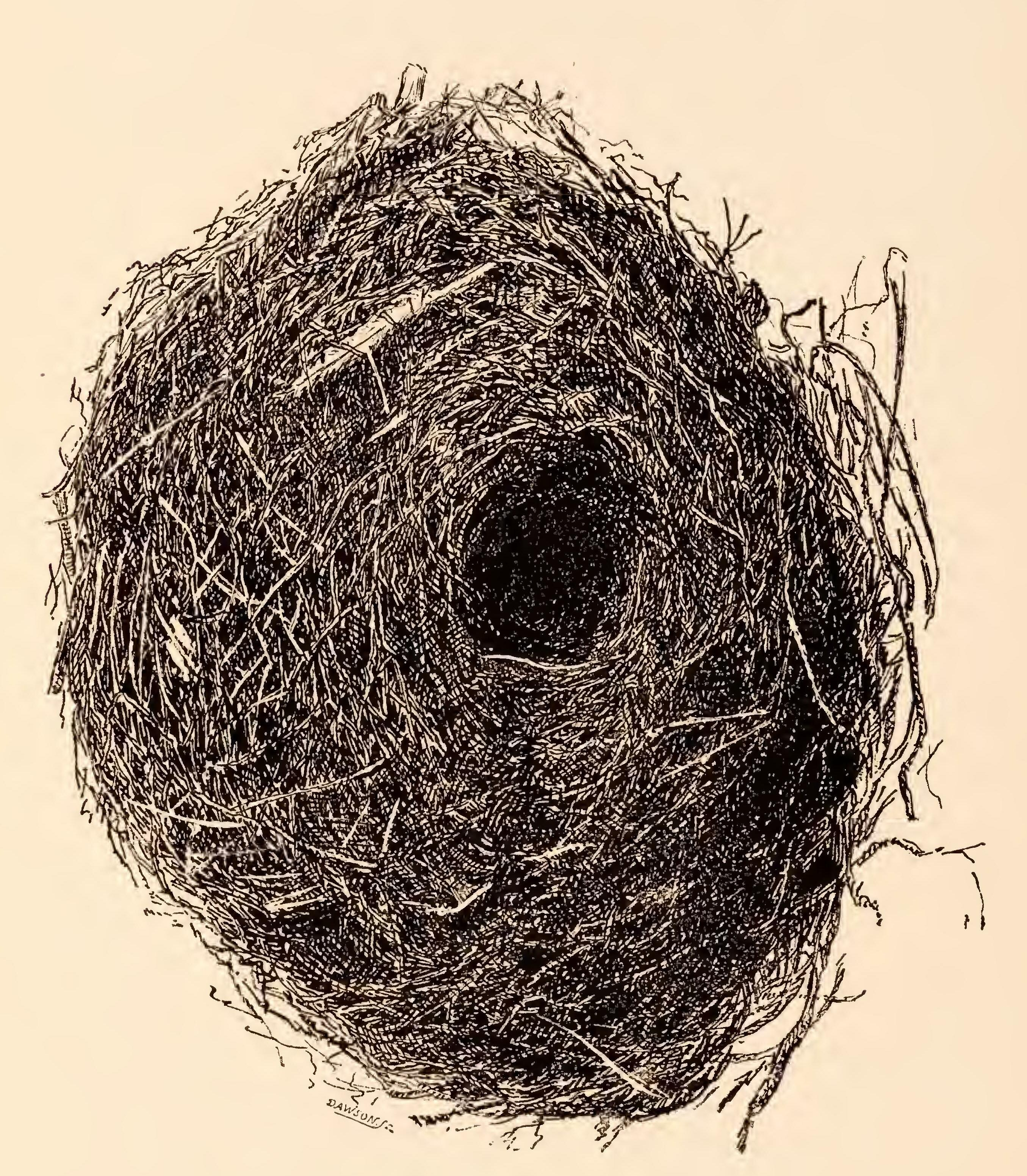
Hnízdo pokřovníka alpínského (Walter Buller, 1888)

Pokřovník alpínský je monogamní, se svým partnerem tráví většinu času. Mladí jedinci si začínají hledat samice k páření v průběhu léta, během kterého se vylíhli. Koncem letního období mívají zabráno teritorium a vybranou partnerku. Během podzimu začne samice hledat vhodné místo ke stavbě hnízda. Když najde vyhovující lokaci, položí u ní menší předmět (např. větévku), začne třepat křídly a vydávat pisklavý zvuk, dokud nepřiláká svého partnera. Když se samec přiblíží na dohled, samice zintenzivní pípání a třepetání křídel. Samec dá najevo odsouhlasení lokace hnízdiště tím, že začne donášet materiál ke stavbě hnízda. Svou nespokojenost s vybraným místem vyjádří tak, že nezačne sbírat hnízdní materiál a iniciuje tak nové hledání ze strany samice. Na stavbě hnízda pracují oba partneři společně. Někdy si pokřovníci alpínští staví několik hnízd nedaleko vedle sebe a teprve později si vyberou jedno, které použijí k přezimování a na jaře k vyvedení mláďat. Hnízda se typicky nachází v blízkosti vegetace a zdroje vody.
Stavba hnízda začíná vydlabáním 10–15 cm hlubokého dolíku, kolem kterého pokřovníci začnou stavět své hnízdo. To má okrouhlý až oválný tvar s úzkým vchodem ve směru převládajících větrů. Je postaveno z tenkých větviček, trávy, listů, lišejníků, mechů, pavučin a peří jiných ptáků (mj. chřástalů weky, kiviů, nestorů kea a holubů maorských). Použití peří je pro pokřovníka klíčové, protože výborně izoluje v zimních mrazivých teplotách. Teplota v hnízdě v zimě může dosahovat až 30 °C.
Pokřovníci se začínají pářit bezprostředně po skončení zimy. Zhruba 5 dní před tím, než samice začne klást vejce, stráví většinu času v hnízdě, zatímco samec pro ni shání potravu. Snůška nastává od září do listopadu a bývá v ní 2–5 krémově zbarvených vajec. Inkubační doba trvá kolem 20 dní a partneři se během ní střídají v sezení na vejcích. Po vylíhnutí jsou mláďata schopna si obstarávat zhruba 40 % potravy sama, zbytek jim obstarávají rodiče. Po 2–4 týdnech opouští hnízdo.

### Potrava
Živí se převážně bezobratlými živočichy jako jsou brouci, pavouci, stonožky, housenky, mouchy a larvy. Občas pojídá semínka trávy a ovoce libavek a rostlin rodu Coprosma.

## Rozšíření a populace

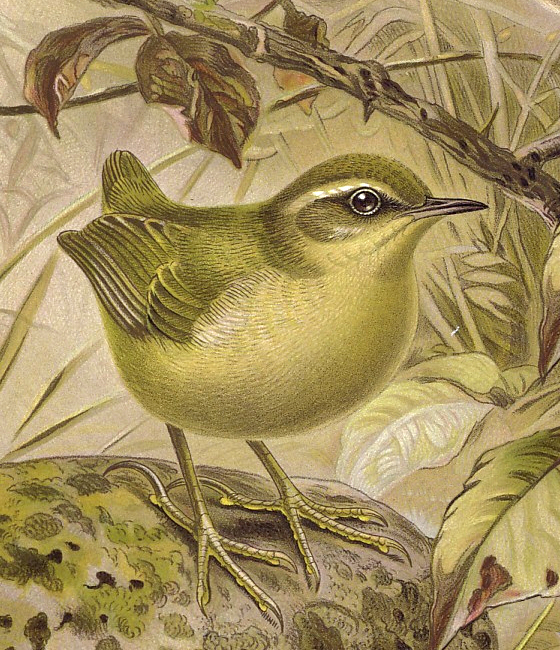
Kresba pokřovníka alpínského (John Gerrard Keulemans, 1888)

Pokřovník alpínský je endemitní druh Nového Zélandu. Vyskytuje se pouze v některých oblastech Jižních Alp, konkrétně např. v pohoří Tasman na severozápadě národního parku Kahurangi, v pohoří Victoria na Západním pobřeží nebo národních parcích Mount Aspiring, Fiordland a Aoraki / Mount Cook. Z dílčích fosilií ze Severního ostrova lze předpokládat, že se v minulosti vyskytoval i tam.
Od roku 2008 se vyskytuje také na ostrově Secretary ve Fiordlandu. Terénní průzkum sdružení Te Manahuna Aoraki z roku 2019 prokázal relativně početné populace v hornatých oblastech povodí Mackenzie ve středním Canterbury. Rozmezí výšek, ve kterých se pokřovník pohybuje, se uvádí od 900 až do 2900 m n. m. Habitat pokřovníka je charakteristický extrémním počasím a drsným skalnatým terénem nad hranicí lesa. Typicky se jedná o skalnaté svahy včetně osypů, ledovcové morény a skalní výchozy pokryté klečí a subalpinskou a alpinskou vegetací. Občas je pokřovník zaznamenán i v nižších polohách pod 900 m n. m. a výjimečně i pod hranicí lesa, kde se běžně nevyskytuje.
V roce 2007 se Sue Michelsen-Heath a Peter Gaze snažili určit rozšíření pokřovníka, avšak ve své studii nepřišli s žádnými konkrétními počty. S patřičnou jistotou však konstatovali, že populace je na ústupu a z některých oblastí jako pohoří Kaikoura nebo národní park Paparoa pokřovník úplně vymizel. Kvalifikovaně odhadnout populaci druhu je extrémně náročné kvůli těžko přístupnému skalnatému terénu, který pokřovník obývá. Ministerstvo památkové péče odhadovalo v roce 2008 celkový počet pokřovníků alpínských na 1–5 tisíc. K roku 2020 už udává ptačí populaci jako neznámou. Mezinárodní svaz ochrany přírody populaci pokřovníků v roce 2016 odhadl na přibližně 5000 dospělých jedinců.

## Ohrožení

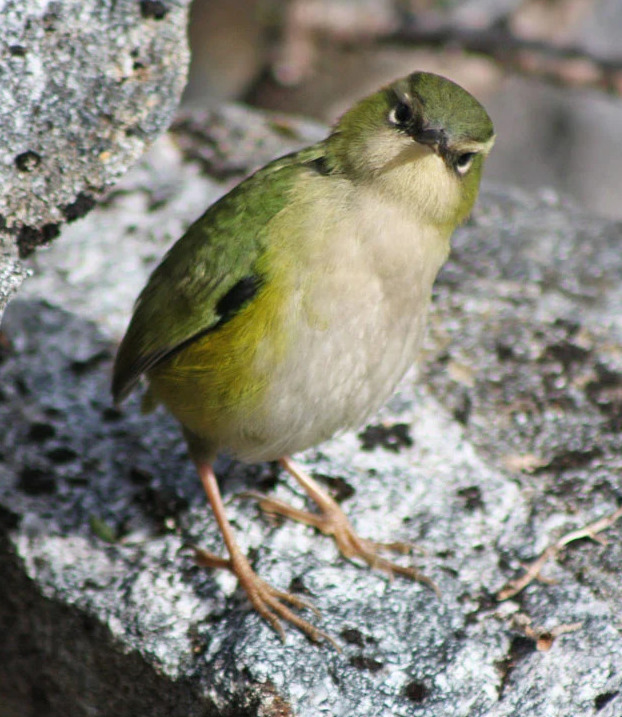
Pokřovník alpínský

Na Novém Zélandu se původně nevyskytovali žádní suchozemští savci, kteří by populaci pokřovníků alpínských mohli ohrozit. Od 14. století začali na Nový Zéland pronikat Polynésané (později známí jako Maorové), kteří s sebou přinesli první hlodavce (zejména krysu ostrovní). Od 18. století se na Nový Zéland začali přemisťovat evropští osadníci, kteří tam introdukovali další savce (např. lasici hranostaj a kusu liščí), kteří měli na ptačí populace devastující vliv. Dlouho se mělo za to, že hlodavci nemají na pokřovníky alpínské významný vliv z důvodu vysoké nadmořské výšky, kterou pokřovníci obývají. Herbert Guthrie-Smith v roce 1936 napsal:
| „                       | Těší mě pomyšlení, že pokřovník alpínský je jeden z druhů, který pravděpodobně přežije změny, které z pohledu lesníka a přírodovědce decimují Nový Zéland. Zhoubný vliv jelenů, vačic, králíků a další introdukované havěti patrně neovlivní blaho pokřovníků. I když vím, že se lasičky a krysy dokáží vydrápat do závratných výšin našich hor, jen těžko si dovedu představit, že by v těchto nedotčených samotách našly odpovídající kořist za tu vynaloženou námahu. Pokud nedojde ke změně vegetace nebo zdrojů potravy, pokřovník alpínský je v relativním bezpečí. | “ |
| — Herbert Guthrie-Smith | |   |

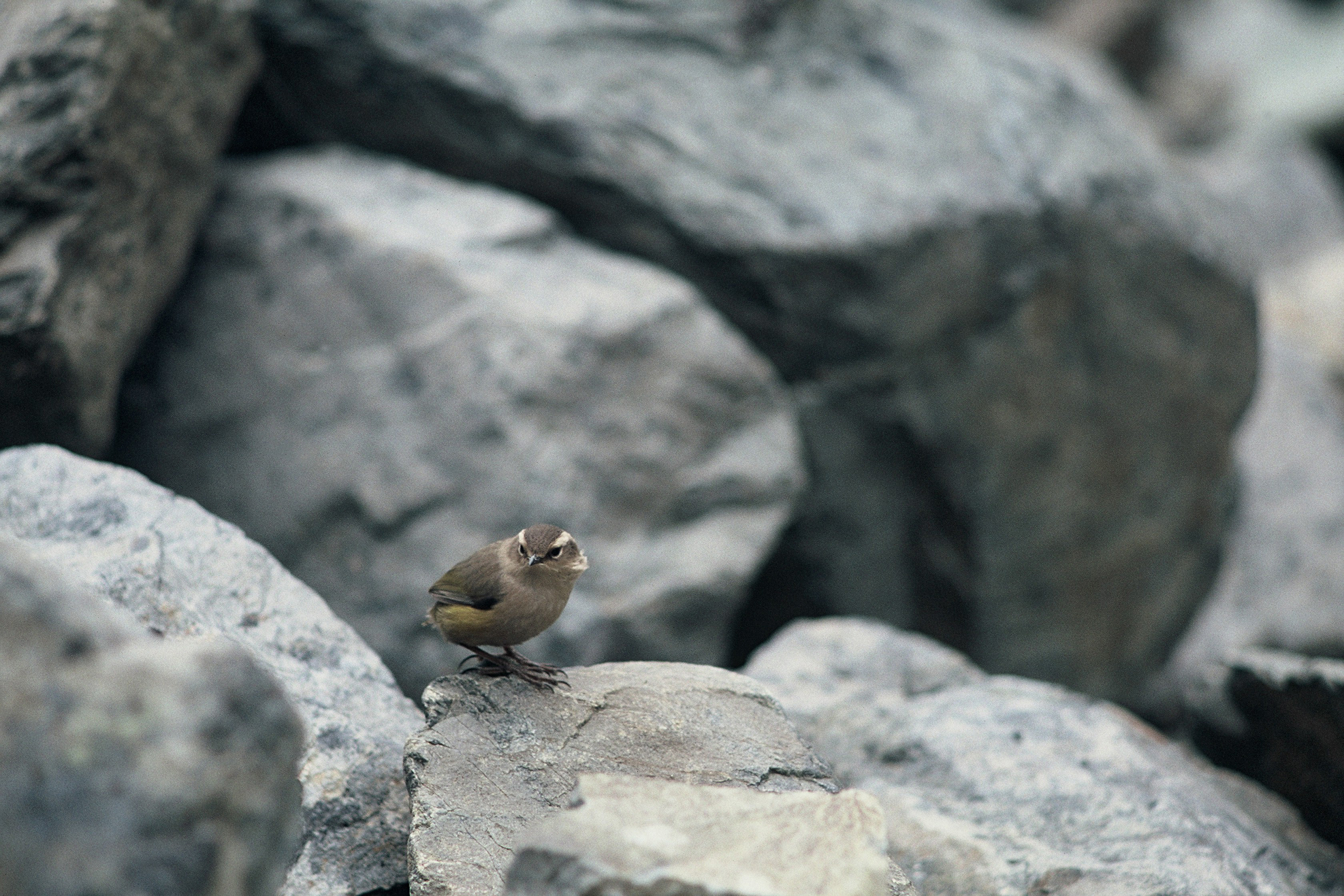
Jedinec v přirozeném prostředí

Smithova slova se však nenaplnila. V letech 2005–2007 probíhal terénní výzkum v pohoří Murchison, které je považováno za výspu populace pokřovníků. Podle závěrů výzkumu zde celkový počet pokřovníků alpínských klesl během 20 let o 44 %. V letech 2012–2013 byla monitorována populace v údolí Hollyford v národním parku Fiordland. Z výzkumu vyplynulo, že prakticky všechna monitorovaná hnízda byla vypleněna hranostaji. Vedle hranostajů patří k hlavním predátorům pokřovníků myš domácí. Některé nepublikované studie hovoří o tom, že v 80 až 100 % případů může být hnízdění neúspěšné právě kvůli predaci vajec a mláďat.
Kromě introdukovaných predátorů hrozí pokřovníkům vyhynutí následkem zvyšování teplot klimatu. Podle odhadů se s nárůstem teploty klimatického systému o 3 °C zmenší biotop pokřovníků alpínských až o 80 %. Nárůst teplot také umožní teplomilným predátorům (např. kryse obecné) přesunout se do vyšších poloh.
Další ohrožení pokřovníkovi hrozí z důvodu úbytku ostatních ptáků a s nimi spojeným nižším výskytem dostupného peří ke stavbě hnízda. Peří je pro pokřovníka zcela zásadní materiál, protože mu umožňuje dostatečně izolovat hnízdo a nepodlehnout tak tuhým mrazům.
Je možné, že v letních měsících v některých oblastech pokřovníku alpínskému konkuruje pěvuška modrá, která byla na Nový Zéland introdukována evropskými osadníky ve druhé polovině 19. století.

## Ochrana

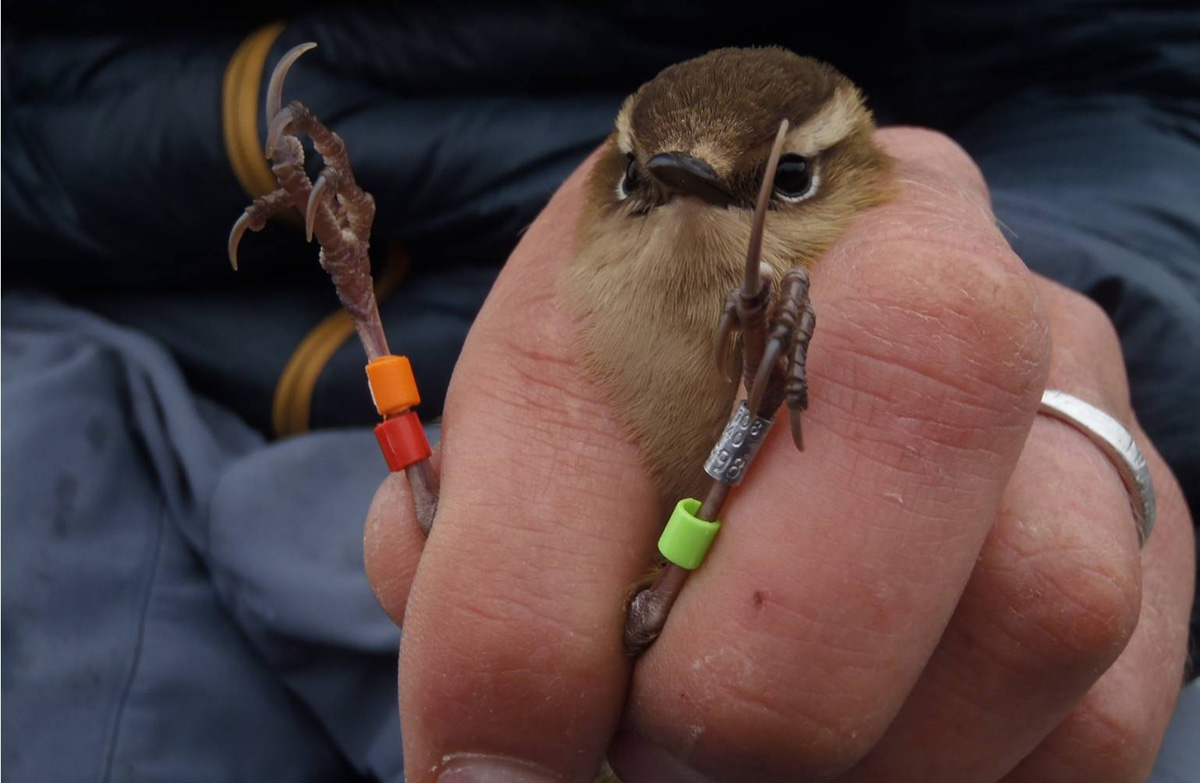
Pokřovník s monitorovacími kroužky

Jelikož je pokřovník málo studovaný druh s těžko odhadnutelnou velikostí populace, k vyhlášení jeho ochrany došlo poměrně pozdě. Ministerstvo památkové péče nejprve prohlásilo pokřovníka za zranitelného a teprve roku 2013 ho zařadilo mezi ohrožené druhy. V roce 2014 vyšla studie, jejíž autoři K. A. Weston a B. C. Robertson na základě rozsáhlých DNA analýz pokřovníků došli k závěru, že populace severní části Jižního ostrova je natolik odlišná od té jižní, že představuje evolučně významnou jednotku. V revizi stavu ochrany novozélandských ptáků z roku 2016 tak byly pro ochranné účely posuzovány severní a jižní populace zvlášť. Zatímco jižní populace byla nadále zařazena do kategorie ohroženého druhu, severní byla prohlášena za „národně kritickou”, což je podle novozélandských standardů nejvyšší stupeň ohrožení. V následné revizi z roku 2021 toto rozdělení i kategorie ohrožení přetrvávaly. V roce 2017 byl pokřovník alpínský zapsán na Červený seznam ohrožených druhů, kde byl mezi lety 2005–2012 veden jako zranitelný taxon. Důvodem změny statusu ochrany byla snižující se populace pokřovníků.
Klíčovým způsobem ochrany zbývající populace pokřovníků alpínských je kontrola jejich predátorů. Ta se provádí pomocí pastí v terénu a leteckým shazováním granulí pesticidu 1080. V oblastech, kde nedochází ke kontrole predátorů, je úspěšnost vyvedení mláďat do 30 %, zatímco v kontrolovaných oblastech to je až 85 %. V pohoří Grange v národním parku Kahurangi bylo vysledováno, že během tří let, kdy se v oblasti hubili predátoři pomocí pesticidu 1080, se populace pokřovníka ztrojnásobila.

### Přemístění na ostrovy

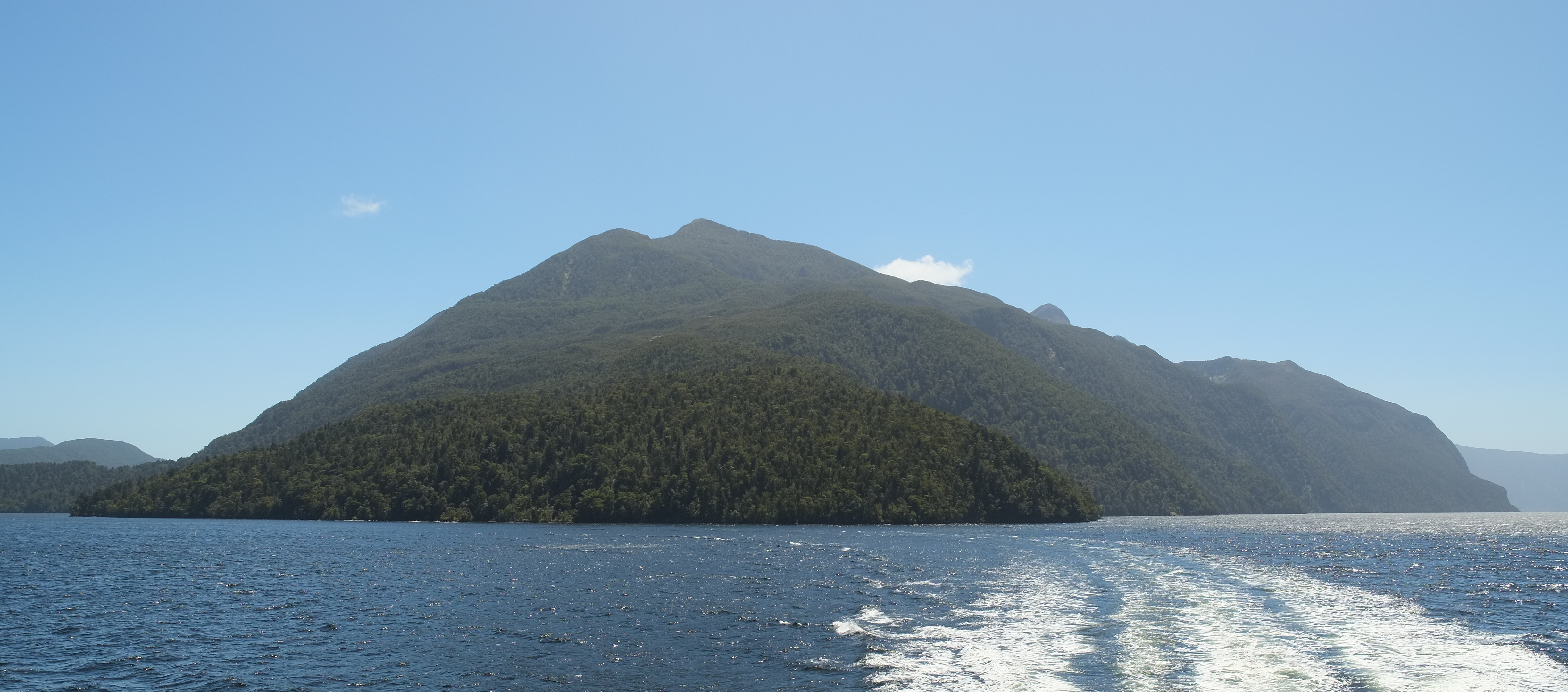
Ostrov Secretary; jeho nejvyšší bod dosahuje 1196 m n. m.

Častým způsobem, jak se Ministerstvo památkové péče snaží zachránit místní ptačí druhy před vymřením, je založení populace na některém z novozélandských ostrůvků, na kterém buď nejsou predátoři nebo tam probíhá jejich intenzivní odchyt, který je na těchto geograficky uzavřených lokacích jednodušší než na pevnině. V roce 2005 bylo odchyceno 28 kusů pokřovníka alpínského a přemístěno na ostrov Anchor v národním parku Fiordland, což byl tehdy jeden z mála novozélandských ostrovů bez predátorů. Tento první pokus o translokaci pokřovníka byl do značné míry experimentální. Ochránci si nebyli jisti, kdy nastává nejvhodnější doba na přemístění a jestli bude pokřovníkovi biotop ostrova vyhovovat. K odchytu a přemístění pomocí helikoptér došlo brzy po vylíhnutí mláďat. I když první sčítání po přemístění vypadalo nadějně, po roce byl znám jen jeden přeživší pár a projekt byl prohlášen za neúspěšný.
V roce 2008 došlo k dalšímu pokusu o pokřovníkovo přemístění. Tentokrát byl vybrán ostrov Secretary, kde od roku 2005 probíhá intenzivní odchyt přítomných škůdců (hlavně jelenů a hranostajů). Ostrov Secretary se ochráncům z ministerstva památkové péče jevil vhodný pro své vysoké hory s alpinským a subalpinským biotopem. Tentokrát se ochránci rozhodli počkat o něco déle po vyvedení mláďat, aby měli pokřovníci čas na zotavení po tomto vyčerpávajícím období. Mezi lety 2008–2010 bylo postupně odchyceno a přemístěno 41 exemplářů pokřovníka. Populace se tentokrát etablovala. Při terénním výzkumu v roce 2013 bylo na ostrově pozorováno 66 pokřovníků.

## Vztah k lidem
V roce 2022 byl pokřovník alpínský zvolen ptákem roku v každoroční anketě pořádané novozélandskou organizací Forest and Bird.